# She Bad
She Bad è un brano della rapper statunitense Cardi B, undicesima traccia del suo primo album in studio Invasion of Privacy.
La traccia ha visto la collaborazione di YG.

## Descrizione
She Bad è una canzone trap. Il testo parla della crescente ricchezza della rapper.

## Accoglienza
Jim Aswad di Variety, Rob Sheffield di Rolling Stone e Carl Lamarre di Billboard hanno evidenziato il verso in cui Cardi rappa su un rapporto a tre con Rihanna e Chrissy Teigen. Aswad ha definito il testo "intelligente e divertente" mentre Sheffield ha lodato l’umorismo della rapper. Per il Los Angeles Times, Mikael Wood ha considerato la traccia una "miscela contagiosa di esuberanza e praticità". Sheldon Pearce di Pitchfork ha elogiato la capacità della rapper di trattare in modo diretto tematiche complesse. Scrivendo per il The New York Times, Jon Caraminaca ha paragonato le abilità di rap di Cardi B nella canzone e in I Do a Lil’ Kim e a Too Short.

## Esibizioni dal vivo
YG ha raggiunto Cardi B al Coachella Music Festival del 2018 per esibirsi con She Bad. La rapper ha eseguito la traccia, insieme a Bickenhead, alla trentaseiesima edizione degli AVN Awards il 26 gennaio 2019.

## Classifiche
| Classifica (2018) | Posizione massima |
| ----------------- | ----------------- |
| Canada            | 87                |
| Stati Uniti       | 57                |